# Hřbitov v Kuksu
Hřbitov v Kuksu je historické pohřebiště, nacházející se v sousedství kukského hospitalu. Jakožto součást areálu hospitalu je hřbitov chráněn jako kulturní památka České republiky.

## Historie
Hřbitov byl postaven kolem roku 1716 a primárně byl určen pro pohřbívání osob, o které bylo v závěru jejich života pečováno v přilehlém hospitalu (tedy pro vojenské vysloužilce). Součástí hřbitova byla také nevelká centrální kaple, zasvěcená svatému Janu z Boha, zakladateli řádu Milosrdných bratří, kteří na Kuksu měli svou komunitu a zajišťovali zdravotní péči o obyvatele hospitálu. Sloužila zřejmě také jako hřbitovní márnice. Hrobka pod zmíněnou kaplí se stala pohřebištěm těchto řeholníků. V 19. století došlo k rozšíření hřbitova na současnou výměru. V roce 1866 také vznikl na hřbitově hromadný vojenský hrob obětí prusko-rakouské války (hospitál tehdy sloužil jako lazaret pro raněné vojáky). Posléze začal být hřbitov z praktických důvodů využíván i jako obecní pohřebiště pro Kuks a Slotov. Kuks tehdy totiž jiné pohřebiště neměl, a ze Slotova je blíže do Kuksu, než do Heřmanic, kam tehdy Slotov byl přifařen. Řeholníci, sloužící v hospitálu zde byli pohřbíváni až do přelomu let 1939/1940, kdy byli donuceni na úřední nátlak z Kuksu odejít. V 60. letech 20. století se hřbitov administrativní chybou stal "územím nikoho". Vzhledem k nejasnostem ohledně toho, kdo je jeho majitelem, postupně zchátral. Na přelomu 60. a 70. let zde ustalo pohřbívání. Zchátrala rovněž hřbitovní kaple, která se začala postupně rozpadat, až musela nakonec být v roce 1992 stržena. Ostatky řeholníků z hrobky pod kaplí byly vyzvednuty a přeneseny do hrobky kostela Nejsvětější Trojice v hospitalu. Zejména v pravé části hřbitova zaniklo i mnoho původních hrobů. Až v roce 2010 se hřbitov stal oficiálně součástí majetků někdejšího hospitálu. Tehdy také začaly snahy o jeho  postupnou obnovu, která ve své první fázi zahrnovala opravu hřbitovní zdi a úpravy zeleně. Nepočítá se s tím, že by se hřbitov stal součástí prohlídkových tras, má zůstat pietním místem. Začalo se rovněž uvažovat o eventuálním opětovném zprovoznění hřbitova pro pohřby, neboť Kuks vlastní pohřebiště od devastace původního hřbitova neměl. Záměr byl následně realizován.
Současně s převzetím hřbitova vydala správa kukského hospitalu výzvu pamětníkům a případným pozůstalým, aby v rámci zamýšlené obnovy pomohli s doplněním jakýchkoliv relevantních informací o historii hřbitova a případně také s identifikací zaniklých náhrobků. Ty by měly být alespoň symbolicky v budoucnu připomenuty a označeny, aby po nich nešlapali návštěvníci hřbitova. Do budoucna byla připuštěna také možnost obnovy někdejší hřbitovní kaple sv. Jana z Boha. Existuje teoretická možnost vystavět téměř přesnou repliku, neboť kaple byla začátkem 70. let 20. století (tedy asi 20 let před zbořením) podrobena důkladnému stavebně-technickému zaměření, takže její původní podoba je velmi dobře zdokumentována. Jinak je z kaple v původním stavu dochována pouze již zmíněná hrobka řeholníků.

## Stavební podoba

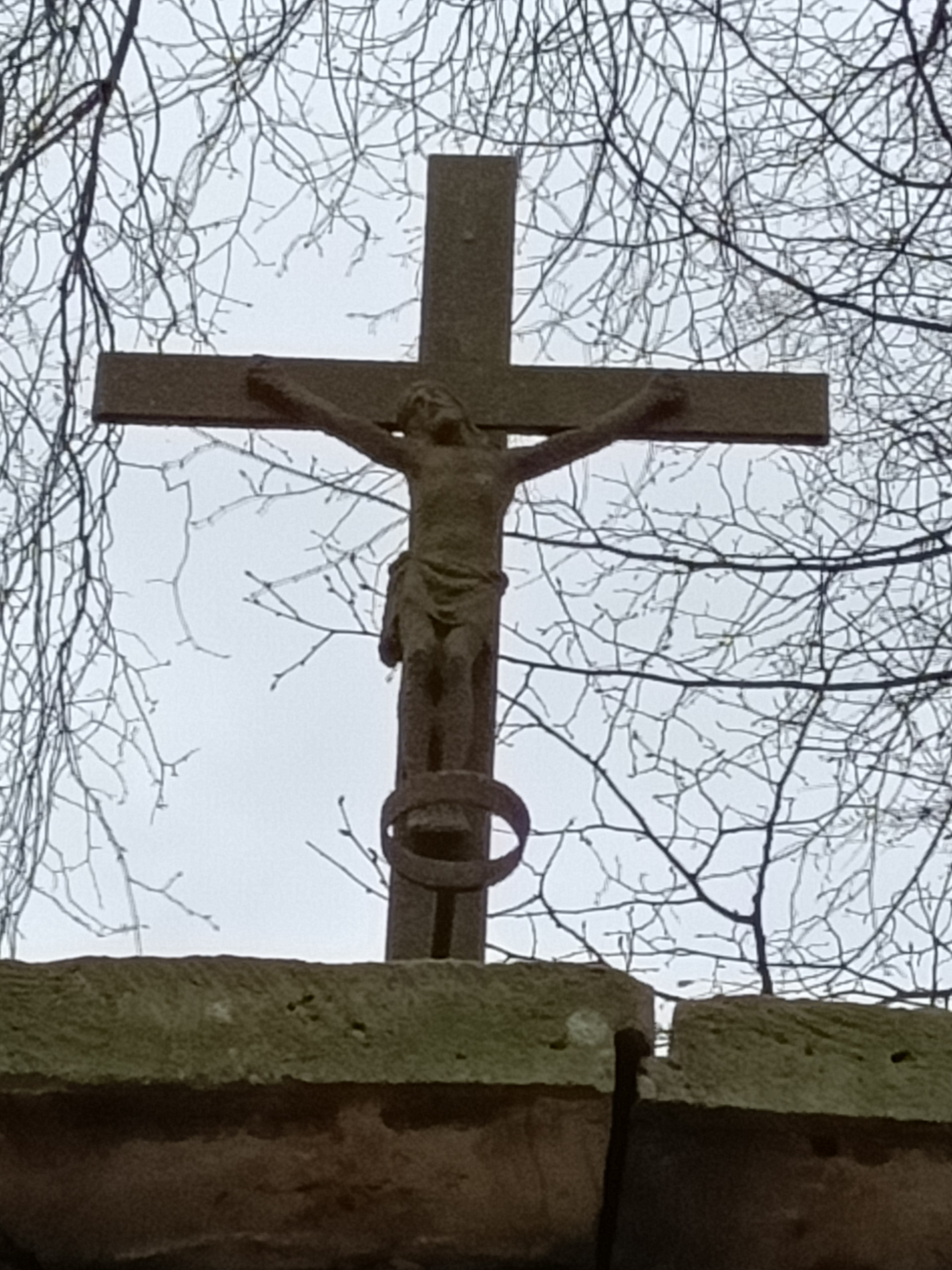
Kříž nad vstupem na hřbitov ve směru od hospitalu.

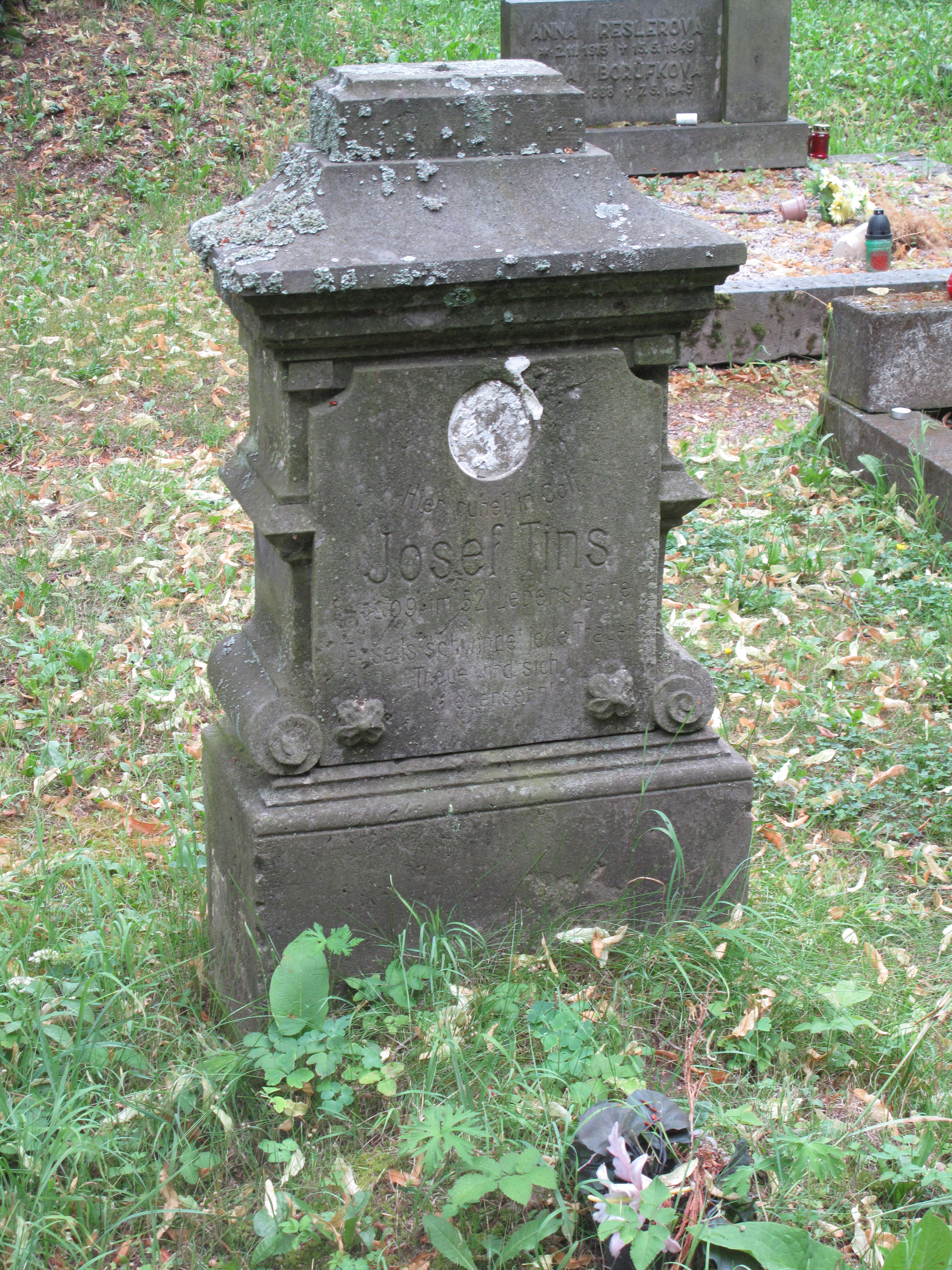
Jeden z dochovaných hrobů na hřbitově.

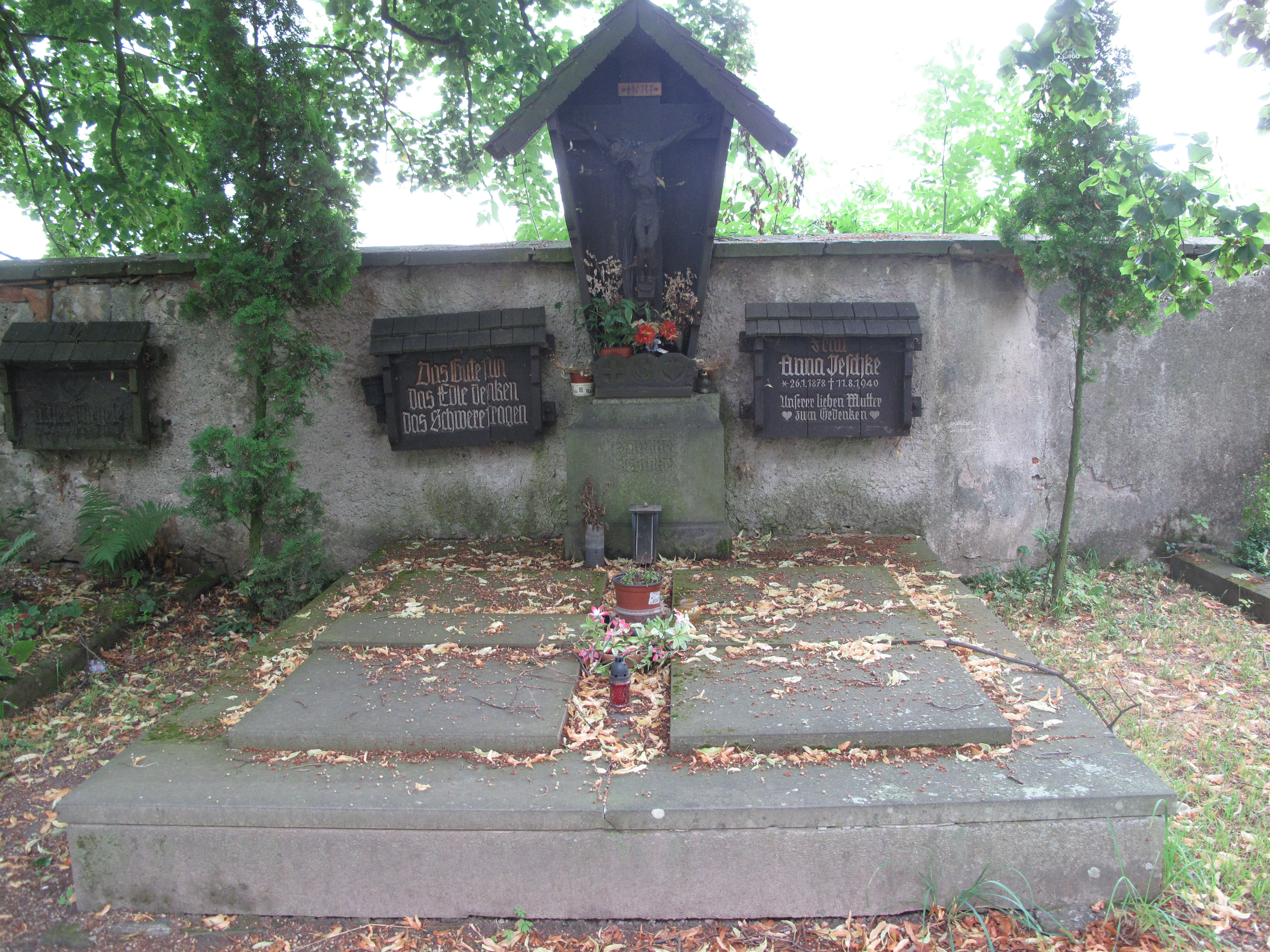
Německý hrob ze 40. let 20. století.

Hřbitov se nachází v ose areálu hospitalu v Kuksu a přímo sousedí s jeho zahradami, od kterých je oddělen pouze poměrně úzkou silničkou. Má výměru 2144 metrů čtverečních. Je na půdorysu pravidelného obdélníka, orientovaného na výšku, ohrazen prostou cihlovou zdí s dvojicí průchodů. Ze strany od hospitalu je vprostřed zdi průchod pro pěší (završený poměrně jednoduchým kovovým krucifixem s obroučkou pro lampičku), v protější zdi jsou pak širší dřevěná vrata. V centrální části hřbitova se nacházela oválná kaple, ze které se (vzhledem k devastaci ve druhé půli 20. století) dochovaly pouze základy obvodových zdí a pozůstatky dlažby. Vprostřed kaple je patrný vstup do někdejší hrobky. Hrobka je prý částečně zasypána, vstup je navíc zajištěn mříží která je také zatížena několika velkými kameny. Na hřbitově jsou dochovány některé historické náhrobky, převážně s německými nápisy, mnohdy velmi poškozené. Nejvýraznější z nich je hrobka s mohutným, leč rozbitým náhrobním kamenem při cestě od někdejší kaple směrem k brance směrem k hospitalu. Po roce 2010 byly na hřbitově obnoveny pohřby, o čemž svědčí několik málo nových, vesměs urnových hrobů, z jejichž nápisů vyplývá, že se zde opět pohřbívá nejpozději od roku 2011. U hřbitovní zdi jsou složeny některé kamenické prvky (části vstupního portálu) z někdejší hřbitovní kaple. Kolem hřbitova prochází zpevněná cesta, spojující obec Kuks s někdejším místním vlakovým nádražím (nyní pouze zastávka na znamení). Při této cestě se nachází, na dohled od hřbitova, někdejší "technická" budova, související s hospitalem, nyní adaptovaná na restauraci.